# 三洞镇
三洞镇，是中华人民共和国四川省乐山市夹江县曾经下辖的一个镇。2019年9月，撤销永青乡和三洞镇，将其所属行政区域划归吴场镇管辖。

## 行政区划
三洞镇撤销前下辖以下地区：
三洞桥社区、建新村、恒心村、仁心村、双路村、汪家村、共兴村、郑扁村、周冲村和齐心村。